# Jenny Shipley
Jennifer Mary "Jenny" Shipley, tidigare Robson, född 4 februari 1952 i Gore i Southland, är en nyzeeländsk politiker tillhörande Nationella partiet. Hon var Nya Zeelands premiärminister 1997–1999, landets första kvinna på den posten.
Shipley var tidigare socialminister 1990–1993, hälsominister 1993–1994 och kommunikationsminister 1996–1997. Hon ledde Nya Zeelands nationella parti mellan 1997 och 2001 och var dess första kvinnliga ledare. Hon blev Dame Jenny Shipley 2009.

## Karriär
Efter att ha gått med i Nya Zeelands nationella parti 1975 var Shipley framgångsrik i Ashburton. Vid valet 1987 säkrade hon en plats för sitt parti i Christchurchs omgivningar. När hon kom in i parlamentet vid 35 års ålder var hon en av parlamentets yngsta ledamöter.

### Minister
Shipley steg snabbt inom sitt parti. I februari 1990, medan hon fortfarande var i sin första mandatperiod, utnämnde partiledaren Jim Bolger henne till partiets taleskvinna för social välfärd. När Bolger ledde Nationella partiet till seger vid allmänna valet 1990 omvaldes Shipley i Rakaia, i huvudsak en omkonfigurerad Ashburton. Hon blev minister för social välfärd och fungerade också som minister för kvinnofrågor (1990–1996).
I sin roll som minister för social välfärd införde Shipley kraftiga nedskärningar av statliga bidrag. Senare, när hon blev hälsominister 1993, orsakade hon ytterligare kontroverser genom att försöka reformera folkhälsovården och införa en inre marknad. Nationella partiet vann ytterligare en mandatperiod vid 1996 års val, men tvingades in i en koalition med New Zealand First. Shipley lämnade portföljen för kvinnofrågor och tog på sig flera andra poster, inklusive ansvar för statligt ägda företag och transporter.
1993 tilldelades Shipley New Zealand Suffrage Centennial Medal.

### Premiärminister

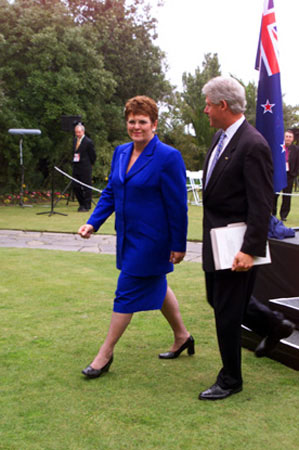
Shipley (i mitten) med USA:s president Bill Clinton, 15 september 1999.

Shipley blev alltmer frustrerad och desillusionerad över den försiktiga takten hos Nationella partiets ledare, Jim Bolger, och med vad hon såg som det oproportionerliga inflytandet från New Zealand First. Hon började samla stöd för att ersätta Bolger i mitten av 1997. Senare samma år, medan Bolger deltog i Commonwealth Heads of Government Meeting, övertygade Shipley en majoritet av sina nationella partikollegor att stödja hennes anspråk på ledarskapet. Bolger återvände till Nya Zeeland och upptäckte att han inte längre hade stöd från sitt parti. Istället för att bli avsatt avgick han, och Shipley ersatte honom. Som ledare för regeringspartiet blev hon premiärminister den 8 december 1997. Den 21 maj 1998 utnämndes Shipley till Kronrådet och hon blev The Right Honourable Jenny Shipley.
Trots fortsatt ekonomisk tillväxt blev Shipleys regering alltmer politiskt instabil. I synnerhet försämrades förhållandet mellan National Party och New Zeeland First. Medan Bolger hade kunnat upprätthålla goda relationer med Nya Zeeland First och med dess ledare, vice premiärminister Winston Peters, blev alliansen ansträngd efter att Shipley kom till makten. Slutligen, den 14 augusti 1998, sparkade Shipley Peters från kabinettet.
Shipley fick smeknamnet "den parfymerade ångvälten" när hon blev premiärminister. I samband med en senare intervju med Guyon Espiner uppgav Shipley att kvinnliga politiker beskrevs annorlunda i media. Hon använde exemplet att manliga politiker kallades "djärva" medan kvinnliga politiker kallades för "hämndlystna". Hon konstaterade att hon hade hört sådant, men att det inte hade drabbat henne personligen.
Shipley stödde, tillsammans med Nya Zeeland Tourism Board, det kvasi-nationella emblemet med en silverormbunke mot en svart bakgrund som en möjlig alternativ flagga, i linje med Kanadas flagga, men hon tog offentligt avstånd från Bolgers intresse för republikanism.
APEC:s toppmöte 1999 hölls i
Auckland i september 1999. Shipley träffade USA:s president, Bill Clinton, vid ett av endast två statsbesök i Nya Zeeland av en amerikansk president.
Shipley var den första premiärministern som deltog i den gay- och lesbiska hjälteparaden, och hon var den första nationella partiledaren som ville delta offentligt till stöd för de homosexuella. Hon förespråkade att man skulle sänka alkoholåldern från 20 till 18 år, och uppnådde detta 1999. Det var en del av hennes uttryckliga önskan att utvidga den traditionella röstbasen för Nationella partiet.
Shipley blev medlem i Council of Women World Leaders, ett internationellt nätverk av nuvarande och tidigare kvinnliga presidenter och premiärministrar.

## Valförlust och avgång
Shipley ledde Nationella partiet i valet 1999 och hoppades bli den första kvinnan som valdes till premiärminister i sin egen rätt. Hon besegrades dock av  Labour Party, som också leddes av en kvinna, Helen Clark. Detta val var ett viktigt ögonblick i för Nya Zeelands historia, eftersom det var det första valet i Nya Zeeland där ledarna för båda stora partierna var kvinnor.
Shipley var ledare för oppositionen fram till oktober 2001, då Bill English tog över som nationell partiledare. Shipley avgick från parlamentet i januari 2002.
Under 2003 års New Year Honours utsågs Shipley till mottagare av Distinguished Companion of the New Zealand Order of Merit för tjänster som parlamentsledamot.

## Hälsa
Shipley drabbades av en hjärtinfarkt 2000, vilket ledde till ett angioplastiskt akutförfarande. Hon gjorde modifieringar i sin livsstil och gick ner i vikt, även om hon diagnostiserades med diabetes 2004. Hon genomgick gastrisk bypassoperation i slutet av 2007.

## Livet efter politiken

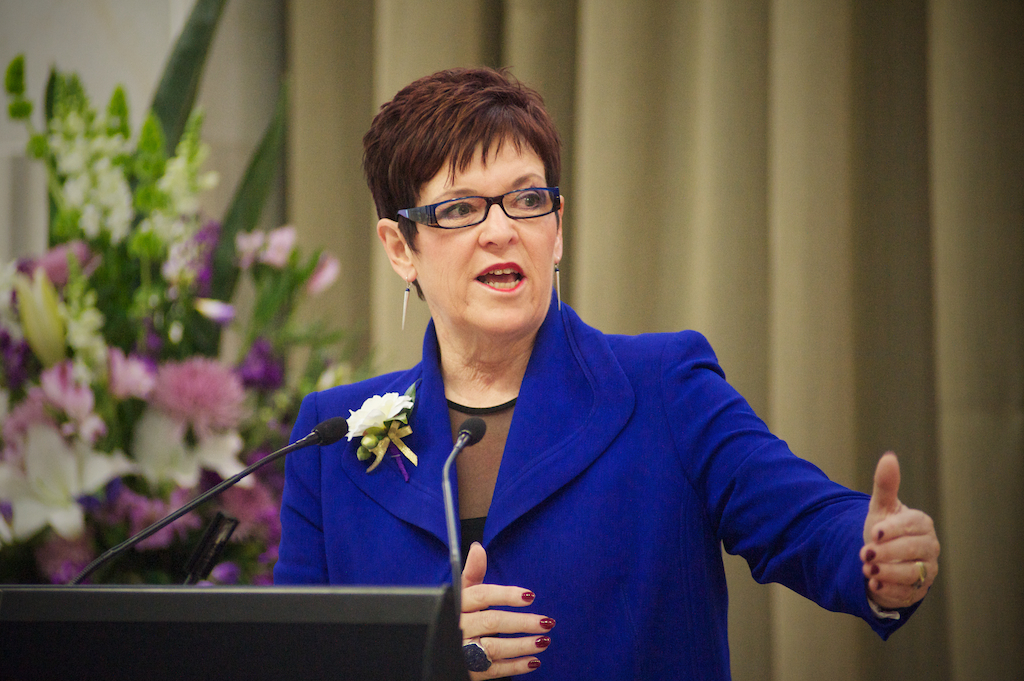
Shipley deltar firandet av
årsdagen för införandet av allmän rösträtt den 19 september 2013 i Wellington.

Sedan hon lämnade politiken har Shipley engagerat sig i olika affärs- och välgörenhetsintressen. År 2007 gick hon med i finansföretaget Source Sentinel, och 2009 utsågs hon till ordförande i styrelsen för Genesis Energy Limited. [25] Från och med 2012 var hon styrelseledamot i Nya Zeelands filial för den statliga China Construction Bank. I december 2012 avgick Shipley från styrelsen för Mainzeal Property & Construction (MPCL), som tillträdde den 6 februari 2013. Vid mitten av dagen den 5 februari 2013 var hon en av fyra oberoende styrelseledamöter som avgick från styrelsen i Mainzeal Group Ltd. MPCL och Mainzeal Group Limited är en del av Richina-gruppen, kontrollerad och majoritetsägd av Yan Ci Lang (även känd som Richard Yan). Mainzeal gick i likvidation den 28 februari 2013 på grund av cirka 110 miljoner NZ $. I maj 2015 inledde mottagaren av Mainzeal, BDO International, en civilrättslig process mot de tidigare Mainzeal-direktörerna, inklusive Shipley, för ett påstått brott mot styrelsens skyldigheter. I februari 2019 fann Nya Zeelands  högsta domstol att Mainzealdirektörerna hade brutit mot sin skyldighet att förebygga vårdslös handel och bedömde deras totala ansvar till NZ $ 36 miljoner, varav Shipleys andel bedömdes till NZ $ 6. Inom en vecka efter att domstolen meddelade sin dom avgick Shipley från sin ordförandepost i China Construction Bank i Nya Zeeland. Ett överklagande av denna dom lämnades in tillsammans med ett motkrav som väckts av de ursprungliga kärandena. Båda överklagandena misslyckades.
Shipley accepterade utnämningen till Dame Companion of New Zeeland Order of Merit den 14 augusti 2009, sedan den femte nationella regeringen hade återinfört titulära utmärkelser. [37] 2009 uppträdde Shipley i ett avsnitt av tv-dokusåpan/reseprogrammet Intrepid Journeys, där hon besökte Namibia. Senare startade hon en välgörenhetsorganisation för att hjälpa en skola hon stötte på på den resan som kallades Namibian Educational Trust. [39] Shipley är ordförande för Global Women NZ och är beskyddare för Sir Edmund Hillary Outdoor Pursuits Center och New Zeeland National Heart Foundation:s kampanj "Go Red for Women".